# Алтуховский
Алтуховский — опустевший поселок в Белёвском районе Тульской области в составе Левобережного сельского поселения. Население - 1 человек (2021).

## География
Находится в юго-западной части Тульской области на расстоянии приблизительно 27 км на юг по прямой от города Белёв, административного центра района.

## История
В конце 1930-х годов поселок отмечался как часть деревни Алтухово. По состоянию на 2020 год заброшен, имеет характер урочища.

## Население
Постоянное население составляло 3 человека (русские 100 %) в 2002 году.
| 2010 |
| ---- |
| 0    |